# Городецький район
Городецький район (рос. Городецкий район) — адміністративно-територіальна одиниця (район) та муніципальне утворення (муніципальний район) у центральній частині Нижньогородської області Росії.
Адміністративний центр — місто Городець.

## Історія
Район було утворено 1929 року.

## Населення
| 1939    | 1959    | 1970    | 1979    | 1989    | 2002    | 2008    |
| ------- | ------- | ------- | ------- | ------- | ------- | ------- |
| 54 788  | ↘42 047 | ↗66 066 | ↗69 220 | ↗69 451 | ↗97 142 | ↘93 259 |
| 2009    | 2010    | 2011    | 2012    | 2013    | 2014    | 2015    |
| ↘92 984 | ↘91 577 | ↘91 398 | ↘90 592 | ↘90 019 | ↘89 674 | ↘89 201 |
| 2016    | 2017    |         |         |         |         |         |
| ↘88 658 | ↘88 092 |         |         |         |         |         |